# Teretispora leucanthemi
Teretispora leucanthemi är en svampart som först beskrevs av Nelen, och fick sitt nu gällande namn av E.G. Simmons 2007. Teretispora leucanthemi ingår i släktet Teretispora och familjen Pleosporaceae.   Inga underarter finns listade i Catalogue of Life.